# Il silenzio delle ragazze
Il silenzio delle ragazze (The Silence of the Girls) è un romanzo della scrittrice britannica Pat Barker, pubblicato per la prima volta nel 2018 e in Italia nel 2019. Il romanzo racconta le vicende narrate nell'Iliade dal punto di vista di Briseide, evidenziando come i miti delle grandi gesta degli eroi della mitologia raccontano solo una storia parziale che esclude le donne, catturate, schiavizzate e stuprate nell'accampamento greco. Molto apprezzato dalla critica anglosassone, il romanzo è stato finalista per il Women's Prize for Fiction nel 2019.

## Trama
L'esercito dei Danai, guidato da Achille, assedia e distrugge Lirnesso, uccide il suo re Minete e tutti gli altri uomini e riduce in schiavitù tutte le donne. Tra di loro c'è Briseide, moglie del re, che per il suo rango viene considerata un premio pregevole destinato ad Achille per le sue gesta. Portata nell'accampamento acheo fuori dalla mura di Troia, Briseide viene formalmente consegnata ad Achille, che la stupra ogni notte. Briseide trova un conforto inaspettato in Patroclo, amico intimo e forse amante di Achille, ma soprattutto nella rete di donne troiane imprigionate e che ora vivono come schiave di letto dei nemici.
L'equilibrio che si crea nel campo viene disturbato dall'arrivo del sacerdote Crise, che ha portato un ricco riscatto per riportare a casa la figlia Criseide, che è diventata la favorita di Agamennone. Il re rifiuta sdegnosamente le offerte di Crise e lo scaccia aspramente; mentre il sacerdote si allontana, Briseide sente che l'uomo prega affinché Apollo mandi la peste nel campo dei Danai ed unisce le proprie preghiere a quelle del sacerdote. Apollo ascolta le preghiere dei supplici e manda la peste nel campo acheo per vendicare l'oltraggio a Crise e la pestilenza semina rapidamente morte tra le schiere degli assedianti. Le continue pressioni degli altri re achei costringono Agamennone a liberare Criseide, ma per ripicca il re di Micene pretende Briseide, per vendicarsi del fatto che Achille lo abbia pubblicamente incolpato per la pestilenza. Achille, pur lasciando che Briseide venga portata via, è oltraggiato dalla mancanza di rispetto di Agamennone e si ritira dalla battaglia insieme a Patroclo e i suoi Mirmidoni.
Dopo alcune prime vittorie contro i troiani, i Danai si trovano ora ad indietreggiare sempre più verso il mare, incalzati dalla furia degli assediati che approfittano della mancanza di Achille per umiliare e massacrare gli assalitori sul campo di battaglia. Intanto Briseide viene mandata in una tenda con le altre schiave, dopo essere state violentata da Agamennone, ma quando le perdite si fanno troppo ingenti viene inviata nell'ospedale del campo per assistere i feriti. Dopo molte pressioni da Odisseo e Nestore, Agamennone acconsente a fare un primo passo verso la pace con Achille, la cui presenza è essenziale per il successo della battaglia. Ma Achille respinge le generose offerte di Agamennone, riportate da Odisseo, poiché pretende che l'Atride si venga a scusare di persona per aver oltraggiato il suo onore. Le azioni del Pelide causano irrequietezza anche nell'accampamento mirmidone e, soprattutto, in Patroclo, che odia vedere i loro commilitoni massacrati a causa dell'orgoglio ferito dell'amico. Achille stesso soffre per la situazione e si rende conto di essersi messo all'angolo da solo: la morte dei Danai lo addolora, ma se scendesse in campo ora rimangiandosi il suo giuramento il suo onore ne risentirebbe ulteriormente. Nestore ed Odisseo capiscono la difficile situazione di Achille e suggeriscono a Patroclo di andare in battaglia indossando l'armatura dell'amico, così che gli Achei possano sentirsi rincuorati (e i Troiani terrorizzati) senza che Achille infranga il suo giuramento. Titubante, Achille accetta la proposta di Patroclo e lo lascia andare a combattere solo dopo avergli fatto promettere di non tentate di combattere contro Ettore. Il piano ha successo, ma nella foga della battaglia Patroclo dimentica la sua promessa e viene ucciso da Ettore.
Il dolore di Achille è incontenibile e l'eroe rifiuta di far cremare Patroclo finché Ettore è in vita. Dopo che la madre Teti gli ha portato una nuova armatura - la sua era stata sottratta dai Troiani che l'avevano strappata dal corpo di Patroclo - Achille scende in campo, stermina i Troiani, uccide Ettore e ne brutalizza il cadavere. La morte di Ettore non sembra saziare il suo dolore e, anche se permette i riti funebri di Patroclo e gli viene restituita Briseide, la sofferenza di Achille resta senza sollievo, anche perché gli dei gli negano la gioia di infierire sul corpo del principe troiano: per quanto egli oltraggi il cadavere e lo riduca a una poltiglia sanguinolenta, gli dèi rendono sempre di nuovo integro il corpo di Ettore. Una notte, Priamo si intrufola nel campo greco, si prostra davanti ad Achille e supplica che il corpo del figlio Ettore gli venga riconsegnato: la scena commuove l'eroe, che mostra ospitalità al vecchio re troiano e acconsente alla sua richiesta. Priamo trascorre la notte nel campo nemico e Briseide decide di fuggire con lui a Troia quando il re riporterà il corpo del figlio in città per i riti funebri.
La schiava si nasconde nel cocchio del re ma, arrivata ai cancelli dell'accampamento greco, scende dal carro e torna nella tenda di Achille: Troia è destinata a soccombere, non c'è speranza per lei all'interno delle mura. Briseide rimane incinta di Achille, che la fa sposare con Alcimo per assicurarle un futuro prima di essere ucciso da Paride in guerra. Troia cade e le donne troiane vengono ridotte in schiavitù e portate nel campo greco. Tra di loro ci sono anche Ecuba, Andromaca, Cassandra e Polissena che, in un ultimo orrendo atto di violenza, viene sacrificata sulla tomba di Achille. Mentre i Danai si preparano per tornare in patria, Briseide rimuove la benda dal cadavere di Polissena e dopo aver detto addio alla tomba di Achille e alla sua ingombrante eredità si sente pronta a raccontare in prima persone la sua storia.

## Personaggi
I protagonisti del romanzo sono gli stessi dell'Iliade e, nella parte finale, de Le troiane di Euripide.

## Critica
Il romanzo è stato accolto molto positivamente dalla critica britannica e statunitense, che lodarono la scelta della Barker di smascherare l'ipocrisia dietro alla grandi gesta degli eroi, mostrando un lato intimo di schiavitù e violenza fisica e sessuale al di là delle imprese in battaglia. Alcuni critici hanno notato dei parallelismi con il romanzo Circe di Madeline Miller  che, come Il silenzio delle ragazze, porta al centro dell'azione un personaggio minore del canone omerico. Alcuni critici, in particolari quelli di The Atlantic e The Guardian, hanno criticato alla Barker un eccessivo uso di colloquialismi e slang moderno nel romanzo, che a detta loro striderebbero con l'ambientazione e lo stile dello stesso.

## Edizioni italiane
- Pat Barker, Il silenzio delle ragazze, Einaudi, 2019, ISBN 8806241028.